# Подводные лодки типа «Стерджен»
Подводные лодки типа «Стерджен» — серия из 37 многоцелевых АПЛ ВМС США, являвшаяся крупнейшей серией многоцелевых АПЛ ВМС США c 25 сентября 1971 года и до 11 июля 1987 года. ПЛ проекта являются развитием многоцелевых АПЛ проекта «Трешер/Пермит».

## Конструкция
Подводные лодки проекта имеют тот же корпус, что и ПЛАТ проекта «Трешер/Пермит», но обладают большим внутренним пространством. Уровень шума подводных лодок проекта по сравнению с лодками проекта «Трешер/Пермит» снизился, но максимальная скорость этих ПЛ не превышает 25 узлов.
Звуковая система ПЛ способна обнаружить цели на дальности в 35 навигационных миль.
Субмарины проекта оборудованы значительным количеством установленных датчиков, позволяющих подводным лодкам работать под поверхностью льда.
Несколько из последних ПЛ данного проекта были модернизованы и получили способность нести миниатюрные спасательные подводные аппараты, запуск которых возможен при подводном и полупогружённом состоянии ПЛ.
Семь подводных лодок проекта были дооборудованы док-камерами для скрытной выброски специального оборудования и бойцов подразделения SEAL.

## Вооружение
Подводные лодки типа «Стерджен» предназначались для вооружения противокорабельными ракетами «Гарпун», крылатыми ракетами «Томагавк» и торпедами Mark-48. Торпедные аппараты располагались у миделя корабля, чтобы в носу можно было разместить сонар. Носовая обшивка сонара выполнялась из поликарбонатных материалов с целью улучшения эффективности работы носового сонара, хотя при выполнении разведывательных задач использовался буксируемый сонар, так как он был более чувствительным. Горизонтальные рули, установленные на рубке и используемые при погружении, могли устанавливаться в вертикальное положение для раскалывания льда при всплытии из-под арктических льдов в Северном Ледовитом океане.
На вооружении состояла комплексная гидроакустическая система AN/BQQ-2, применяющаяся в системе ПЛУРО «Саброк» при стрельбе на дальностях до 55 км.

## Строительство
Подводные лодки проекта строились на верфях Electric Boat (12 ед.), Quincy Shipbuilding (2 ед.), Ingalls Shipbuilding (7 ед.), Portsmouth NSY (2 ед.), San Francisco Naval Shipyard (5 ед.) и Newport News Shipbuilding (9 ед.).
Первая МПЛАТРК проекта USS Sturgeon (SSN-637) была заказана верфи Electric Boat 30 ноября 1961 года, вступила в строй 3 марта 1967 года.